# Tricolia pterocladica
Tricolia pterocladica är en snäckart. Tricolia pterocladica ingår i släktet Tricolia och familjen Tricoliidae. Inga underarter finns listade i Catalogue of Life.